# Helga lekamens gille

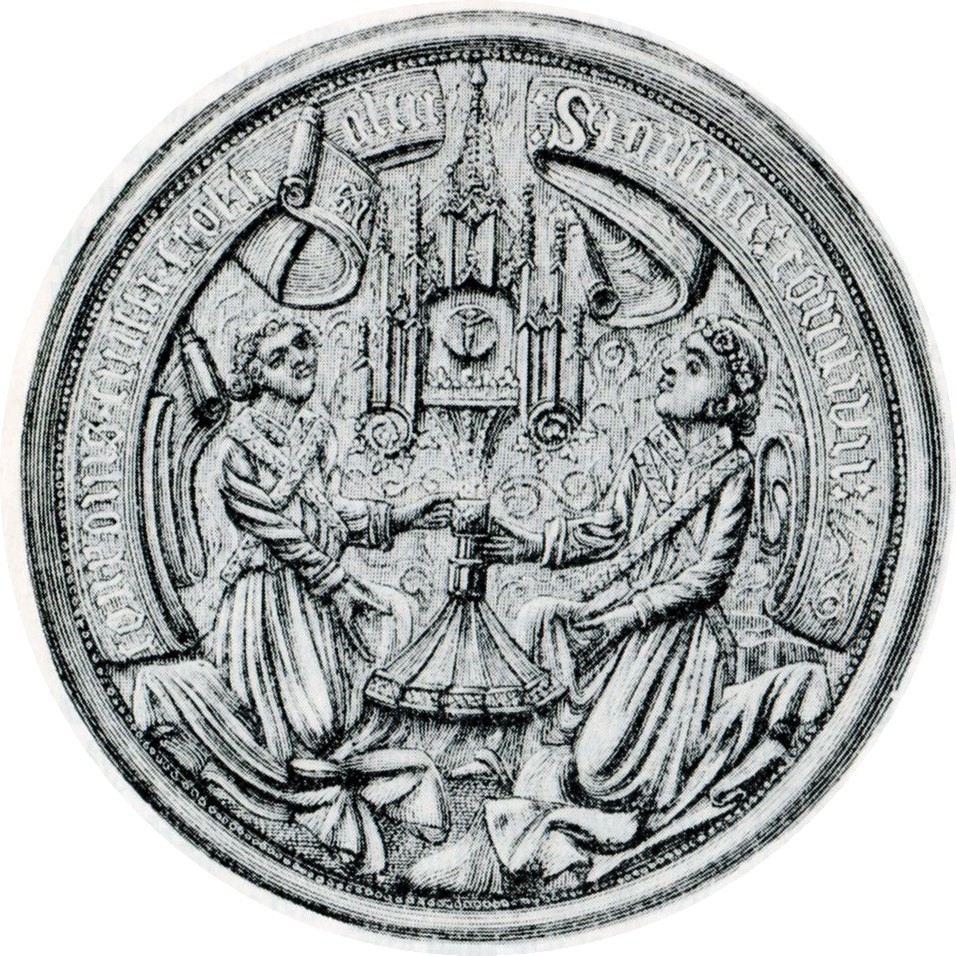
Helga lekamens gilles sigill från 1400-talet. De båda knäböjande prästerna markerar att gillet ursprungligen var ett prästgille.

Helga lekamens gille i Stockholm var ett socialt och andligt gille i Stockholm, verksamt mellan 1300-talet och 1527. När gillet stiftades är obekant, men det var det största och mest kända av alla andliga och sociala gillena i Sverige på medeltiden. Gillets uppgift var bland annat att bedriva hjälpverksamhet. Gillet upphörde under reformationen; Gustav Vasa övertog dess fasta egendom 1527. Helga Lekamens gränd i Gamla stan påminner fortfarande om detta gille.
Helga lekamens gille var från början ett prästgille och enligt en stadga från 1395 var det obligatoriskt för stadens präster att vara medlemmar. Snart öppnades dock gillet även för andra samhällsgrupper, både för män och kvinnor. De flesta medlemmar kom från Norrland och Stockholm. Bland medlemmarna fanns borgare och borgarhustrur, frälsemän och frälsekvinnor, gesäller och tjänsteflickor och även kungliga personer. Man kunde även inträda på dödsbädden in extremis.
Gillets högtidsdag begicks dagen efter Helga lekamens dag, alltså på torsdagen efter första söndagen efter pingst. Dagen firades med en procession genom staden. Andra högtidsdagar var söndagen efter Jungfru Marias födelsedag (8 september) och söndagen efter den helige Martins dag (11 november). 
År 1454 införlivades Vårfrugillet och S:ta Katarinas gille. Blomstringstiden var i slutet av 1400-talet och  början av 1500-talet. Gillet tycks inte ha haft någon egen gillestuga, där man kunde mötas till gillesdrickning. Att gillet blev så känt beror på att en rad handskrifter från Helga lekamens gille ännu finns bevarade. Dessa utgörs av nio långsmala böcker från början av 1500-talet innehållande gillesstadga, medlemsförteckningar och räkenskaper. Gillet upphörde 1527 då Gustav Vasa övertog dess fasta egendom som värderades till 5 590 mark.